# جون شيرمان
جون شيرمان (بالإنجليزية: John Sherman)‏ (10 مايو 1823 - 22 أكتوبر 1900) هو سياسي من ولاية أوهايو الأمريكية من زمن الحرب الأهلية الأمريكية وحتى أواخر القرن التاسع عشر. وهو عضو في الحزب الجمهوري ودخل كلا مجلسي الكونغرس. كما شغل منصب وزير الخزانة ووزير الخارجية. وسعى شيرمان إلى نيل ترشيح الحزب الجمهوري للانتخابات الرئاسية في ثلاث مرات، حيث اقترب من نيل الترشيح عام 1888، لكن الحزب لم يختره في أي من المرات. ومن بين إخوته الجنرال ويليام تيكومسه شيرمان؛ والقاضي الفدرالي تشارلز تايلور شيرمان؛ والمصرفي هويت شيرمان من ولاية أيوا.
ولد شيرمان في لانكستر، أوهايو، ثم انتقل إلى مانسفيلد، حيث بدأ عمله في القانون قبل دخوله السياسة. كان شيرمان في البداية داخل حزب الويغ، وكان من بين الناشطين المناهضين للعبودية الذين شكلوا الحزب الجمهوري. خدم ثلاث فترات في مجلس النواب. وسافر النائب شيرمان إلى كانساس للتحقيق في الاضطرابات بين المؤيدين للرق والمناهضين له هناك. ترقى إلى قيادة الحزب وانتخب رئيسا للمجلس في عام 1859. وانتقل شيرمان إلى مجلس الشيوخ في عام 1861. وكان زعيم الشؤون المالية في المجلس، وساعد على إعادة تشكيل النظام النقدي للولايات المتحدة لتلبية احتياجات الأمة التي مزقتها الحرب الأهلية. وعمل بعد الحرب على إصدار تشريع من شأنه أن يعيد ضمانات البلاد في الخارج وينتج عملة مستقرة مدعومة بالذهب في الداخل.
شغل شيرمان منصب وزير الخزانة في إدارة الرئيس رذرفورد هايز، وواصل جهوده من أجل الاستقرار المالي والوفاء بالديون، والإشراف على إنهاء التدابير التضخمية في زمن الحرب والعودة إلى الأموال المدعومة بالذهب. وعاد إلى مجلس الشيوخ بعد انتهاء ولايته، وبقي هناك لستة عشر سنة أخرى. وخلال ذلك الوقت واصل عمله بشأن التشريع المالي، وكذلك كتابة ومناقشة قوانين الهجرة، وقوانين المنافسة التجارية، وتنظيم التجارة بين الولايات. وكان شيرمان المؤلف الرئيسي لقانون شيرمان لمكافحة الاحتكار لعام 1890، الذي وقع عليه الرئيس بنجامين هاريسون. وفي عام 1897 عينه الرئيس ويليام ماكينلي وزيرا للخارجية. إلا أن تدهور صحته وفشل أعضائه جعله غير قادر على تحمل أعباء العمل، وتقاعد في عام 1898 في بداية الحرب الإسبانية الأمريكية. توفي شيرمان في منزله في واشنطن العاصمة في عام 1900.

## روابط خارجية
- جون شيرمان على موقع الموسوعة البريطانية (الإنجليزية)
- جون شيرمان على موقع إن إن دي بي (الإنجليزية)